# Халед Алуаш
Хале́д Алуа́ш (фр. Khaled Alouach; нар. 1999, Париж, Франція) — французький актор.

## Біографія
Халед Алуаш народився в 1999 році у скромній сім'ї та виріс у 15-му окрузі Парижа. Навчався в ліцеї Віктор-Дюрі (фр. Lycée Victor-Duruy). З ранніх років цікавився театром та кіно. У ліцеї Халед вступив до театру, де дуже швидко викладачами був відкритий його талант.
У 2017 році Халед Алуаш дебютував у кіно як актор, знявшись на запрошення режисера Чада Шонуга́ в його фільмі «З усіх моїх сил», де його партнеркою по знімальному майданчику виступила Йоланда Моро. За головну роль Нассіма у цьому фільмі Халед був номінований на здобуття кінопремії «Люм'єр» за 2017 рік у категорії «Багатонадійний актор».

## Фільмографія
- 2017: З усіх моїх сил / De toutes mes forces — Нассім

## Визнання
| Нагороди та номінації Халеда Алуаша | Нагороди та номінації Халеда Алуаша | Нагороди та номінації Халеда Алуаша | Нагороди та номінації Халеда Алуаша |
| Рік                                 | Категорія                           | Фільм                               | Результат                           |
| ----------------------------------- | ----------------------------------- | ----------------------------------- | ----------------------------------- |
| Премія «Люм'єр»                     |                                     |                                     |                                     |
| 2018                                | Багатонадійний актор                | З усіх моїх сил                     | Номінація                           |